# Trä (mått)
Trä är ett äldre svenskt rymdmått för handel med ostron och hummer. Ett ostronträ (även kallat tredjung) var från början 16 kannor (41,9 liter). Ett hummerträ var 24 kannor (62,8 liter). Vid slutet av 1800-talet var ett ostronträ 200 ostron. Måttet slutade användas i början av 1900-talet. Ostron handlades då istället i dussin eller fastager, och hummer i tjog eller styckesvis.